# Lenguas de los pastizales
Las lenguas bantúes de los pastizales, lenguas de los Grassfields o lenguas semibantúes, habladas en la meseta alta occidental de Camerún y en las áreas colindantes de Nigeria, son una rama de las lenguas bantoides meridionales y una rama hermana de las lenguas bantúes, propiamente dichas. Las lenguas semibantúes mejor conocidas incluyen las lenguas de los pastizales orientales, como el bamun, el yamba y las lenguas bamileké, así como el kom (del subgrupo ring road).
Estas lenguas están estrechamente emparentadas, y comparten cerca la mitad de su vocabulario. Las lenguas bantúes de los pastizales se conocen también simplemente como lenguas de los pastizales, ya que propiamente no derivan del protobantú nuclear (el término semibantú trataba de reflejar la misma situación).

## Clasificación
A veces estas lenguas se dividen en dos niveles "grupo amplio de los pastizales" que incluyen además de las "grupo estricto de los pastizales", el menchum y el ambele y a veces también las lenguas de los pastizales suroccidentales. Estas forman un grupo en sí mismo, que Nurse (2003) denomina grupo periférico de los pastizales pero rechaza como subgrupo filogenético de los pastizales.
Blench (2010) hace notar que existe poca evidencia para la asunción de que el momo no occidental forme parte dl grupo de los pastizales, y que podría estar más cercano al grupo endéblemente establecido de las lenguas tivoides. Por esa razón el momo occidental se ha renombrado como lenguas de los pastizales suroccidentales para evitar confusiones, y sólo el menchum y el ambele se dejan fuera del grupo estricto de los pastizales. La clasificación del ambele es muy discutida, ya que es claramente divergente, mientras que el menchum podría ser más cercanos a las lenguas tivoides (Blench, 2011). Blench (2012) sugiere que el grupo beboide occidental podría pertenecer a este grupo:
- Lenguas de los pastizales (grupo estricto)
  - Cinturón (Ring) (Ring Road)
  - Pastizales orientales (Mbam–Nkam)
  - ? Ndemli
  - Pastizales suroccidentales (anteriormente conocidas como , momo occidental)
- ? Ambele
- ? Menchum (Befang)
- ? Beboide occidental

El viti (vötö) es una lengua pendiente de clasificación dentro del grupo estricto de los pastiales.
Las lenguas de los pastizales orientales comparten una clase nominal de prefijos con las lenguas bantúes (propiamente dichas), que no se encuentra en otras ramas de las lenguas de los pastizales, Sin embargo, estas lenguas parecen estar más relacionadas con el resto de lenguas de los pastizales, que con el bantú propiamente dicho.

## Comparación léxica
Los numerales reconstruidos para diferentes ramas de las lenguas de los pastizales son:
| GLOSA | Pastizales (nuclear) | Pastizales (nuclear) | Pastizales (nuclear) | Menchum | PROTOBEBOIDE Oc. | PROTOPASTIZAL |
| GLOSA | PROTORRING           | PROTO- MBAM-NKAM     | PROTOMOMO Occ.       | Menchum | PROTOBEBOIDE Oc. | PROTOPASTIZAL |
| ----- | -------------------- | -------------------- | -------------------- | ------- | ---------------- | ------------- |
| '1'   | *mɔʔ                 | *mɔʔɔ                | *-mɔʔ                | mʊ́ʔ     | *-mo             | *mòʔ          |
| '2'   | *baː                 | *baɣa                | *-fɛ́:                | fe      | *-fiaŋ           | *í-bà-        |
| '3'   | *taːr                | *tarɨ                | *-tá:(t)             | táí     | *-tai            | *tád          |
| '4'   | *kjako               | *kʷa                 | *-ŋì                 | ɪ̀kɥà    | *-ne             | *kʷà          |
| '5'   | *ta(n)               | *tan                 | *-tâŋ                | ɪ̀tʲə̂n   | *kpan            | *í-tàn        |
| '6'   | *n-tufa              | *ntoɣo               |                      | ⁿdʊ̀fú   | *-de-tɑi         | *túpú         |
| '7'   | *sam-baː             | *sam-baɣa            | *-sam-bá:            | 4+3     | *ɲɑ-tɑi          | *sà´mbà-      |
| '8'   | *fama                | *fɔm                 | -ŋìní:               | éfómó   | *-nana           | *f’ám´-       |
| '9'   |                      | *puʔu                | *8+1                 | 5+4     | *kpani           | *bùʔV         |
| '10'  | *ɣ(w)əm              | *ɣum                 | *-fwa                | éɣúm    | *dʒofe           | *gúm`         |